# Planonasus
Planonasus — рід кархариноподібних акул з родини псевдокунячих акул (Pseudotriakidae). Включає два види.

## Поширення
Рід поширений на півночі Індійського океану.

## Опис
Невеликі глибоководні акули з м'яким струнким тілом. Тіло завдовжки 34-64 см. Голова досить довга, становить 23,3-26,7 % від загальної довжини тіла. Морда (у риб відстань від переднього краю очей до кінчика морди) сплющена і становить 7,3 до 8,5 % від загальної довжини. Мигальна перетинка відсутня. Бризкальця дуже великі. Їх довжина становить 3-6, а висота 2-6 діаметрів очей. Дуже великий рот є кутовим і має ширину від 80 до 100 % від ширини голови. У верхній щелепі є близько 110—122 рядів зубів.

## Види
- Planonasus indicus (Ebert, Akhilesh, & Weigmann, 2018)
- Planonasus parini (Weigmann, Stehmann & Thiel, 2013)